# Parker Hill
Der Parker Hill ist ein 135 m großer Hügel an der Ingrid-Christensen-Küste des ostantarktischen Prinzessin-Elisabeth-Lands. Er ragt unmittelbar östlich des Lake Cowan im östlichen Teil der Vestfoldberge auf.
Auf der Davis-Station untergebrachte Teilnehmer einer Kampagne im Rahmen der Australian National Antarctic Research Expeditions errichteten hier 1969 ein Anemometer. Das Antarctic Names Committee of Australia benannte den Hügel nach Desmond Arthur Aloysius Parker (* 1921), der in jenem Jahr als Arzt auf der Davis-Station tätig war.